# Old Isaac, the Pawnbroker
Old Isaac, the Pawnbroker è un cortometraggio muto del 1908, diretto da Wallace McCutcheon su sceneggiatura di David W. Griffith.
Il cortometraggio è uno dei primissimi film di soggetto ebraico. Dopo aver collaborato nel marzo 1908 alla realizzazione di questo film, D.W. Griffith dedicherà egli stesso due dei propri cortometraggi alla vita degli immigranti ebrei a New York: Romance of a Jewess (1908) e A Child of the Ghetto (1910). In tutti questi cortometraggi colpisce l'approccio simpatetico e l'assenza di elementi antisemiti, che pure erano comuni al tempo, specialmente nelle commedie. In particolare il personaggio del prestatore di pegni è lontano dagli stereotipi che lo vorrebbero interessato solo al denaro e al profitto; al contrario, è un uomo generoso e caritatevole, pronto ad aiutare coloro che sono in difficoltà.

## Trama
Una bambina che vive negli slums dell'East Side di New York cerca aiuto per la madre malata e affamata. Si reca dapprima negli uffici della Amalgamated Association of Charities, dove le si fanno tante domande ma non riceve alcun aiuto concreto. Disperata, la bambina va in un banco dei pegni del quartiere sperando di ottenere del denaro per il cibo. Porta con sé un paio di scarpe vecchie che l'assistente del prestatore di pegni rifiuta, perché di nessun valore. La bambina ritorna quindi portando la sua bambola. Questo gesto innocente di altruismo attira l'attenzione del vecchio Isacco, che gestisce il banco. Informato della vicenda, accompagna a casa la bambina in tempo per fermare gli uomini incaricati di sfrattare dalla stanza la donna malata. Isacco paga i soldi dell'affitto, compra del cibo e provvede alle cure mediche della madre. Alla bambina dà una nuova bambola.

## Produzione
Prodotto dalla American Mutoscope & Biograph.

## Distribuzione
Distribuito dalla American Mutoscope & Biograph, il film - un cortometraggio di circa dieci minuti - uscì nelle sale il 28 marzo 1908. La pellicola è preservata dal National Center for Jewish Film.